# Deonísio da Silva
Deonísio da Silva (Siderópolis, 1948) é professor e escritor.  Doutor em Letras pela Universidade de São Paulo (USP) e professor da Universidade Federal de São Carlos (UFSCar), para onde entrou por concurso público em 1981 e pela qual se aposentou em 2003, foi também professor e um dos vice-reitores da Universidade Estácio de Sá (2003-2020).     
É membro brasileiro da Academia das Ciências de Lisboa .Tem atuado também como roteirista de cinema, ator, radialista e editor. É autor de livros referenciais, como os romances "Avante, soldados: para trás" (Prêmio Internacional Casa de las Américas, em júri presidido por José Saramago), e "Stefan Zweig deve morrer", publicados também em outros países, e do livro de etimologia, "De onde vêm as palavras", atualmente em 18a edição, dentre dezenas de outros livros.  
Antes de ser professor da UFSCar (1981-2003), onde liderou as equipes que fundaram o Curso de Letras e a Editora da Universidade, que dirigiu por oito anos consecutivos (1993-12000), tinha sido professor de Português, de Inglês e de outras disciplinas no ensino médio: Colégio Mário de Andrade e Escola Normal, em Francisco Beltrão (PR), e nos cursos de Letras da Fidene, depois UNIJUÍ (1975-1981).   
Na Universidade Estácio de Sá, da qual foi vice-reitor em vários mandatos, exerceu também outros cargos, dentre os quais Diretor do Curso de Comunicação Social, de Letras, Pró-reitor de pós-graduação, Pró-reitor de Extensão e de Cultura e Diretor da Televisão Estácio..  
É titular da cadeira 33 da Academia Brasileira de Filologia, da qual é vice-presidente; da cadeira 5 da Academia Catarinense de Letras e membro honorário da Academia Paranaense de Letras e da Academia de Letras de Brasília. (DF). É também membro brasileiro da Academia das Ciências de Lisboa.
Publicou durante 25 anos a coluna de Etimologia na revista Caras e de 2011 a 2025 apresenta a coluna semanal Sem Papas na Língua, na Rádio Bandnews.
Seu trabalho de editor começou em 1993, quando fundou e foi diretor por oito anos consecutivos da Editora da UFSCar, prosseguiu na Editora da Unisul, como diretor-adjunto (2014-2018), e retomou seu trabalho de editor na Almedina Brasil/ Alta Books (2020-2025).

## Sem Papas na Língua
Sem Papas na Língua é um programa semanal na BandNews FM em que Deonísio da Silva explica a origem de palavras e expressões da Língua Portuguesa. O programa é exibido nas quintas-feiras às 10h50 da manhã, ao vivo, com reprise às sextas-feiras às 5h20, e reapresentado em outros horários na rede nacional da emissora. 
Anteriormente, houve o Pitadas do Deonísio, com Pollyanna Bretas, também na BandNews FM.

## Prêmios
- Prêmio Casa de las Américas por Avante, soldados: para trás (1992)[3]

- Prêmio Açorianos de Literatura pelo conjunto de obra, da Prefeitura Municipal de Porto Alegre, em 2018 https://www2.portoalegre.rs.gov.br/acessibilidade_smarty/default.php?projeto_sec=144&p_secao=3&pg=1214&p_reg=999195258

- Em 2023, integra o júri do Prêmio Camões de Literatura, maior prêmio literário da lusofonia. [9]
- Entre outros prêmios nacionais, recebeu também o Prêmio Brasília de Literatura (1977) por seu livro "Exposição de Motivos".

## Obras publicadas
Dentre os 50 livros que publicou, estão:
- 2023 - De onde vêm as palavrinhas (já os volumes publicados de A a R). São Paulo, Almedina/Minotauro, 2023, ISBN 9788563920423
- 2021 - De onde vêm as palavras, 18a edição, São Paulo, Edições 70, 2021 ISBN 9786586618341
- 2020 - Stefan Zweig deve morrer. Lisboa, Almedina/Minotauro, 2020, ISBN 9789899027718
- 2010 - Contos Reunidos. São Paulo, Editora Leya, 2010, ISBN 9788562936562
- 1992 - Avante, soldados: para trás. São Paulo, Editora Siciliano/Mandarim, 1992, ISBN 9788526704978